# Brave Leo
Pour les articles homonymes, voir Leo.
Cet article concerne le chatbot de Brave Software, Inc. Pour le navigateur Web, voir Brave (navigateur web).
 (avril 2025).
Brave Leo est un chatbot basé sur un grand modèle de langage développé par Brave Software et intégré au navigateur Brave.

## Historique
En novembre 2023, l'entreprise a déclaré que les versions pour iOS et Android seraient disponibles « dans les prochains mois ».
Leo arrive sur Android le 28 février 2024, puis sur iOS le 3 avril 2024.

## Fonctionnalités
Leo se base sur LLaMA 2 de Meta Platforms et sur Claude d'Anthropic.
Il peut suggérer des questions complémentaires et résumer des pages Web, des PDF et des vidéos,.
Leo propose une version premium à 15 $ par mois qui permet d'effectuer davantage de requêtes et utilise des grands modèles de langage plus larges,.

## Confidentialité
Les réponses fournies par Leo ne sont pas enregistrées.

## Controverses
PCWorld a rapporté que Leo restait vague sur les questions concernant les élections américaines de 2020.